# 뎀바 바
뎀바 바(프랑스어: Demba Ba, 1985년 5월 25일 ~ )는 세네갈의 전직 축구 선수이다. 현역 시절 스트라이커로 활약했다.

## 클럽 경력
뎀바바는 2005-06 시즌을 앞두고 프랑스의 샹피오나 나시오날 2리그에 소속된 FC 루앙과 계약을 체결했다. 2005-06 시즌 26경기에 나서 22골을 기록하며 성공적인 프로 데뷔 시즌을 보냈다.
2006-07 시즌을 앞두고 벨기에의 RE 무스크롱으로 이적했다. 뎀바바는 이적 후 첫 3경기에서 득점을 기록했으나 부상으로 인해 8달 동안 경기를 소화하지 못하게 되었다. 2006-07 시즌은 12경기 8골로 시즌을 마무리했다.
2007-08 시즌을 앞두고 2. 분데스리가의 TSG 1899 호펜하임에 입단했다. 호펜하임 입단 첫 해 리그 30경기에 출전해 12골을 기록하면서 호펜하임의 분데스리가 승격에 공헌했다. 팀이 분데스리가에 승격한 이후에도 골행진은 계속되었으며 2009년 2월 24일 열린 VfB 슈투트가르트와의 경기에서는 해트트릭을 기록하기도 했다.
2011년 1월, 잉글랜드 프리미어리그의 웨스트햄 유나이티드로 이적했다. 2011년 2월 6일에 열린 버밍엄 시티 FC와의 경기에서 교체 출전하면서 프리미어리그 데뷔전을 치렀다. 2010-11 시즌 뎀바바는 13경기에서 7골을 기록하였지만 팀의 2부리그 강등을 막지는 못했다.
2011-12 시즌을 앞두고 뉴캐슬 유나이티드와의 3년 계약을 체결했다. 2011년 8월 13일에 열린 아스날 FC와의 경기에서 뉴캐슬 이적 후 첫 경기를 치렀다. 2011년 9월 24알 열린 블랙번 로버스 FC와의 경기에서 뉴캐슬 이적 후 첫 골을 포함해서 해트트릭을 기록하며 팀의 3-1 승리를 이끌었다. 이후 열린 스토크 시티 FC와의 경기에서 두번째 해트트릭을 기록했다. 2011년 12월에는 프리미어리그 이달의 선수로 선정되기도 했다. 2012년 1월 4일에 열린 맨체스터 유나이티드와의 경기에서 시즌 15호골을 기록하며 팀의 3-0 승리를 이끌었다. 2011-12 시즌 뎀바바는 36경기 출전 16골을 기록했다.
2012-13 시즌 토트넘 홋스퍼 FC와의 프리미어리그 개막전에서 득점을 기록하며 팀의 2-1승리를 이끌었다. 2012년 9월 17일에 열린 에버튼 FC와의 경기에서는 뉴캐슬의 프리미어리그 통산 1000번째 골의 주인공이 되기도 했다. 리그 반 시즌 동안 뎀바바는 20경기 13골이라는 놀라운 활약을 보여주었으며 겨울 이적시장을 통해 첼시 FC로 이적하게 된다. 뎀바바는 2013년 1월 5일에 열린 사우샘스턴 FC와의 FA컵 경기에서 첼시 이적 후 첫 경기를 치렀다. 이 경기에서 뎀바바는 2골을 기록하면서 팀의 5-1 승리를 이끌었다. 2013년 1월 16일에 열린 사우스햄턴 FC와의 프리미어리그 경기에서 첼시 이적 후 첫 리그 골을 터뜨렸다. 2013년 4월 1일에 열린 맨체스터 유나이티드와의 FA컵 8강 재경기에서 결승골을 기록하며 팀을 4강에 올려놓았다. 4월 14일에 열린 맨체스터 시티 FC와의 대회 4강전 경기에서도 득점을 기록했지만 팀의 1-2패배로 빛을 바랬다.
2013-14 시즌에는 11월 6일에 열린 살케 04와의 UEFA 챔피언스리그 경기에서 시즌 마수걸이 골을 기록했다. 2013년 12월 11일에 열린 FC 스테아우아 부쿠레슈티와의 경기에서 결승골을 넣으며 팀의 1-0 승리를 이끌었다. 2014년 4월 8일에 열린 챔피언스리그 8강 2차전 경기에서 87분 극적인 골을 기록하며 팀의 4강행을 이끌었다. 2014년 4월 27일에 열린 리버풀 FC와의 경기에서 뎀바바는 스티븐 제라드의 실수를 바로 득점으로 연결시키며 팀의 2-0 승리에 일조했다.
2014-15 시즌을 앞두고 쉬페르리그의 베식타스 JK에 입단했다. 2014년 7월 30일에 열린 페예노르트와의 챔피언스리그 3차예선 1차전 경기에서 베식타스 입단 후 첫 경기를 치렀다. 뎀바바는 페예노르트와의 2차전 경기에서 해트트릭을 기록하며 팀의 3-1 승리를 이끌었다.
2015년 여름 이적시장에서 중국 슈퍼리그의 상하이 선화로 이적했다. 2015년 7월 11일 열린 톈진 테다와의 경기에서 상하이 이적 후 첫 경기를 치렀다. 7월 15일 열린 베이징 궈안과의 경기에서 중국 리그 데뷔골을 기록했다. 10월 31일에 열린 장쑤 쑤닝과의 경기에서는 해트트릭을 기록하며 팀의 3-1승리를 이끌기도 했다. 뎀바바는 반 시즌 동안 11경기에 나서 6골을 기록했으며 중국 FA컵 득점왕과 MVP를 수상했다. 2016 시즌에도 뎀바바는 상하이에 잔류했다. 2016년 4월 3일 열린 스자좡 융창과의 경기에서 해트트릭을 기록하는 등 리그 18경기에 나서 14골을 기록했다. 하지만 2016년 7월 17일 상하이 상강과의 경기에서 상하이 상강의 선수 쑨썅과 충돌해 다리뼈가 골절되는 부상을 입었다. 이 부상으로 뎀바바는 2016시즌 시즌아웃 판정을 받았다. 그럼에도 2016시즌 중국 슈퍼리그 올해의 팀에 선정되는 영예를 안았다.
2017년 1월, 뎀바바는 베식타시 JK로 반 시즌 동안 임대되었다. 2018년 1월 자유계약으로 괴즈테페 SK에 입단했다.
2018년 여름 이적시장에서 상하이 선화로 복귀했다. 2018년 7월 18일 톈진 테다와의 경기에서 상하이 복귀골을 기록했다.
2019년 1월, 이스탄불 바샥셰히르 FK에 입단했다.
2021년 9월, 현역 은퇴를 선언했다.

## 국가대표팀 경력
2007년 6월 2일 열린 탄자니아 축구 국가대표팀과의 2008 아프리카 네이션스컵 예선 경기에서 국가대표팀 데뷔전을 치렀다. 이 경기에서 뎀바바는 국가대표팀 데뷔골을 기록했다.
2012년 아프리카 네이션스컵에 참여하는 세네갈 축구 국가대표팀 최종 명단에 포함되었다.

## 수상

### 팀
베식타스 JK
- 쉬페르리그 우승: 2016-17

이스탄불 바샥셰히르
- 쉬페르리그: 2019–20[7]

### 개인
- 중국 FA컵 MVP: 2015
- 중국 슈퍼리그 올해의 팀: 2016